# Alemona
Alemona egy római istennő, aki megvédi, táplálja a születendő gyermeket az anyja méhében. A terhességgel és szüléssel foglalkozó számos római istennő egyike.
Az arcanum.com kézikönyvtára szerint: "Alemona (v. Alim ...), ae, nn.
-  a rómaiaknál a gyenge magzat védistene és táplálója."
Az Egyetemes Magyar Encyclopaedia szerint: "Alemona, a keresztény iróknál említett római istennő, ki a megfogamzott gyermekeket anyjok méhében oltalmazta."
Alemona istennő azon római istenségek csoportjába tartozik, akik nem idegen vallásokból kerültek át a római hitvilágba (di indigetes). Ezek az istenek többnyire egy-egy jelenség, elvont tulajdonság megszemélyesítései voltak, vagy a létezés szakaszaihoz, a mindennapi élet cselekedeteihez kapcsolódnak.
Tertullianus, a 2. századi római gondolkodó együtt említi Alemonát a sors három istennőjével (Parcae) és Lucinával, aki a szülés és a házasság istennője (Juno egyik mellékneve Lucina).
A sors három istennője (tria fata) Nona, Decima és Parca (a Parcae egyes száma).
A Parcae irányította minden halandó és halhatatlan életének metaforikus fonalát születésétől haláláig. Még az istenek is féltek tőlük, és egyes források szerint Jupiter is alávetette magát hatalmuknak. Nona (görög megfelelője Clotho) az élet fonalát a száráról az orsójára sodorta; Decima (görögül Lachesis) a vesszőjével megmérte az élet fonalát; Morta (görögül Atroposz) elvágta az élet fonalát, és az ember halálának módját választotta.
Nona és Decima határozzák meg a megfelelő születési időpontot, biztosítva a kilenc hónapos időszak (római számolással tíz) teljesítését. Parca vagy Partula felügyeli a szülést, a születést, mint az anyai testtől való kezdeti elválasztást. Már a születés pillanatában, vagy közvetlenül utána, Parca megállapítja, hogy az új életnek hol lesz határa, és ezért ő a halál istennője is, akit így Mortának is hívnak.
Az Alemona név napjainkban is használatos női keresztnévként, ritkábban vezetéknévként. Változatai Alemonia, Alemonae.